# Pollard (moneta)
Pollard – nazwa naśladowczych lub fałszywych pensów przemycanych z kontynentu do Anglii w czasach Edwarda I, obiegających po kursie ½ pensa, wywołanych w 1310 r.